# Saint-Géréon
Saint-Géréon foi uma comuna francesa na região administrativa da Pays de la Loire, no departamento de Loire-Atlantique. Estendia-se por uma área de 7,51 km². Em 2010 a comuna tinha 2 692 habitantes (densidade: 358,5 hab./km²).
Em 1 de janeiro de 2019, passou a formar parte da comuna de Ancenis-Saint-Géréon.